# Генрисін (Соколовський повіт)
Генрисін (пол. Henrysin) — село в Польщі, у гміні Косув-Ляцький Соколовського повіту Мазовецького воєводства.
Населення — 30 осіб (2011).
У 1975-1998 роках село належало до Седлецького воєводства.

## Демографія
Демографічна структура станом на 31 березня 2011 року:
|          | Загалом | Допрацездатний вік | Працездатний вік | Постпрацездатний вік |
| -------- | ------- | ------------------ | ---------------- | -------------------- |
| Чоловіки | 8       | 1                  | 4                | 3                    |
| Жінки    | 22      | 7                  | 10               | 5                    |
| Разом    | 30      | 8                  | 14               | 8                    |